# Blue Springs (Nebraska)
Blue Springs – miasto w Stanach Zjednoczonych, w stanie Nebraska, w hrabstwie Gage.